# Governador Dix-Sept Rosado
Governador Dix-Sept Rosado es un municipio del estado del Rio Grande del Norte (Brasil), localizado en la microrregión de la Chapada del Apodi. De acuerdo con el censo realizado por el IBGE (Instituto Brasilero de Geografía y Estadística) en el año 2000, su población es de 12.180 habitantes. Área territorial de 1.129 km².